# شهرک مهدی (آستارا)
شهرک مهدی (عج) نام یک شهرک مسکونی می‌باشد که در شهر آستارا واقع شده است. این شهرک پس از اتمام خیابان فارابی بر روی پل فارابی شروع شده، از سمت شرق به موازات دریای خزر، از سمت شمال بازار بزرگ ساحلی، از سمت غرب خیابان مطهری و از سمت جنوب نهایتا تا بلوار سفیر امید امتداد می‌یابد.
با افزایش جمعیت شهر بعد از انقلاب ۱۳۵۷ جماعتی در این منطقه از شهر متمرکز شدند. اراضی شهرک مهدی تا سال ۱۳۴۵ هـ. ش با سند رسمی متعلق به خانواده (وراث مرحوم حاجی غفار و مشهدی جبار) بود. اراضی یاد شده جای انبارهای نفت بوده است که در تاریخ ۱۳۴۵ هـ. ش ملّی اعلام گشت و پس از انقلاب ۱۳۵۷ ایران در آن شهرک مهدی احداث گردید. مسجد این محله با نام مسجد امام سجاد (ع) شناخته می‌شود.